# Roger Claessen
Roger Claessen (Warsage, 26 settembre 1941 – Liegi, 3 ottobre 1982) è stato un calciatore belga, di ruolo attaccante.

## Carriera
È il capocannoniere della Jupiler League 1967-1968 insieme a Paul van Himst, nonché capocannoniere della Coppa delle Coppe 1966-1967
Debutta in Coppa dei Campioni nella vittoria 2-0 contro il Fredrikstad Fk dove è autore di una doppietta, segnando al 68' e al 79'.
La partita successiva segna una tripletta all'Haka nella Coppa dei Campioni 1961-1962 nella vittoria finale 5-1 al 33', al 61' e al 75'.
L'ultima partita in competizioni europee l'ha giocata nella Coppa delle Coppe 1971-1972 contro l'Anorthōsis nella vittoria 1-0, mentre all'andata ha segnato 1 gol nella vittoria 7-0, per un complessivo di 8-0.
Il suo record di reti in competizioni europee è 5 gol, in Coppa delle Coppe 1966-1967 nella vittoria 8-1 contro il Valur dove ha segnato al 6', al 10', al 18', al 61' e al 76'.
Ha giocato in altre squadre oltre allo Standard Liegi, come l'Alemannia Aachen, il Beerschot e Crossing Schaerbeek.
È il quinto capocannoniere della Coppa delle Coppe UEFA di tutti i tempi con 17 gol ad ex aequo con Johann Krankl.

## Morte
È morto prematuramente per aver bevuto un miscuglio di alcool e valium.

## Statistiche

### Presenze e reti nei club
| Stagione                   | Squadra                    | Campionato                 | Campionato | Campionato |
| Stagione                   | Squadra                    | Comp                       | Pres       | Reti       |
| -------------------------- | -------------------------- | -------------------------- | ---------- | ---------- |
| 1958-1959                  | Standard Liegi             | JL                         | 6          | 2          |
| 1959-1960                  | Standard Liegi             | JL                         | 1          | 0          |
| 1960-1961                  | Standard Liegi             | JL                         | 19         | 13         |
| 1961-1962                  | Standard Liegi             | JL                         | 23         | 21         |
| 1962-1963                  | Standard Liegi             | JL                         | 17         | 10         |
| 1963-1964                  | Standard Liegi             | JL                         | 18         | 20         |
| 1964-1965                  | Standard Liegi             | JL                         | 27         | 11         |
| 1965-1966                  | Standard Liegi             | JL                         | 18         | 11         |
| 1966-1967                  | Standard Liegi             | JL                         | 24         | 16         |
| 1967-1968                  | Standard Liegi             | JL                         | 27         | 20         |
| 1968-1969                  | Alemannia Aquisgrana       | BL                         | 29         | 9          |
| 1969-1970                  | Alemannia Aquisgrana       | BL                         | 15         | 2          |
| 1970-1971                  | Beerschot                  | JL                         | ?          | ?          |
| 1971-1972                  | Beerschot                  | JL                         | ?          | ?          |
| 1972-1973                  | Crossing Schaerbeek        | ?                          | ?          | ?          |
| 1973-1974                  | Crossing Schaerbeek        | ?                          | ?          | ?          |
| 1974-1975                  | RJS Bas-Oha                | ?                          | ?          | ?          |
| 1975-1976                  | RJS Bas-Oha                | ?                          | ?          | ?          |
| 1976-1977                  | RJS Bas-Oha                | ?                          | ?          | ?          |
| Totale Standard Liegi      | Totale Standard Liegi      | Totale Standard Liegi      | 180        | 144        |
| Totale Alemannia Aachen    | Totale Alemannia Aachen    | Totale Alemannia Aachen    | 44         | 11         |
| Totale Beerschot           | Totale Beerschot           | Totale Beerschot           | ?          | ?          |
| Totale Crossing Schaerbeek | Totale Crossing Schaerbeek | Totale Crossing Schaerbeek | ?          | ?          |
| Totale RJS Bas-Oha         | Totale RJS Bas-Oha         | Totale RJS Bas-Oha         | ?          | ?          |
| Totale carriera            | Totale carriera            | Totale carriera            | 264        | 155        |

## Palmarès

### Club
- Campionato belga: 2

Standard Liegi: 1960-1961, 1962-1963

### Individuale
- Capocannoniere della Coppa delle Coppe: 1

1966-1967 (10 gol)
- Capocannoniere della Jupiler League: 1

1967-1968 (20 gol ex aequo con Paul van Himst)